# Botroide

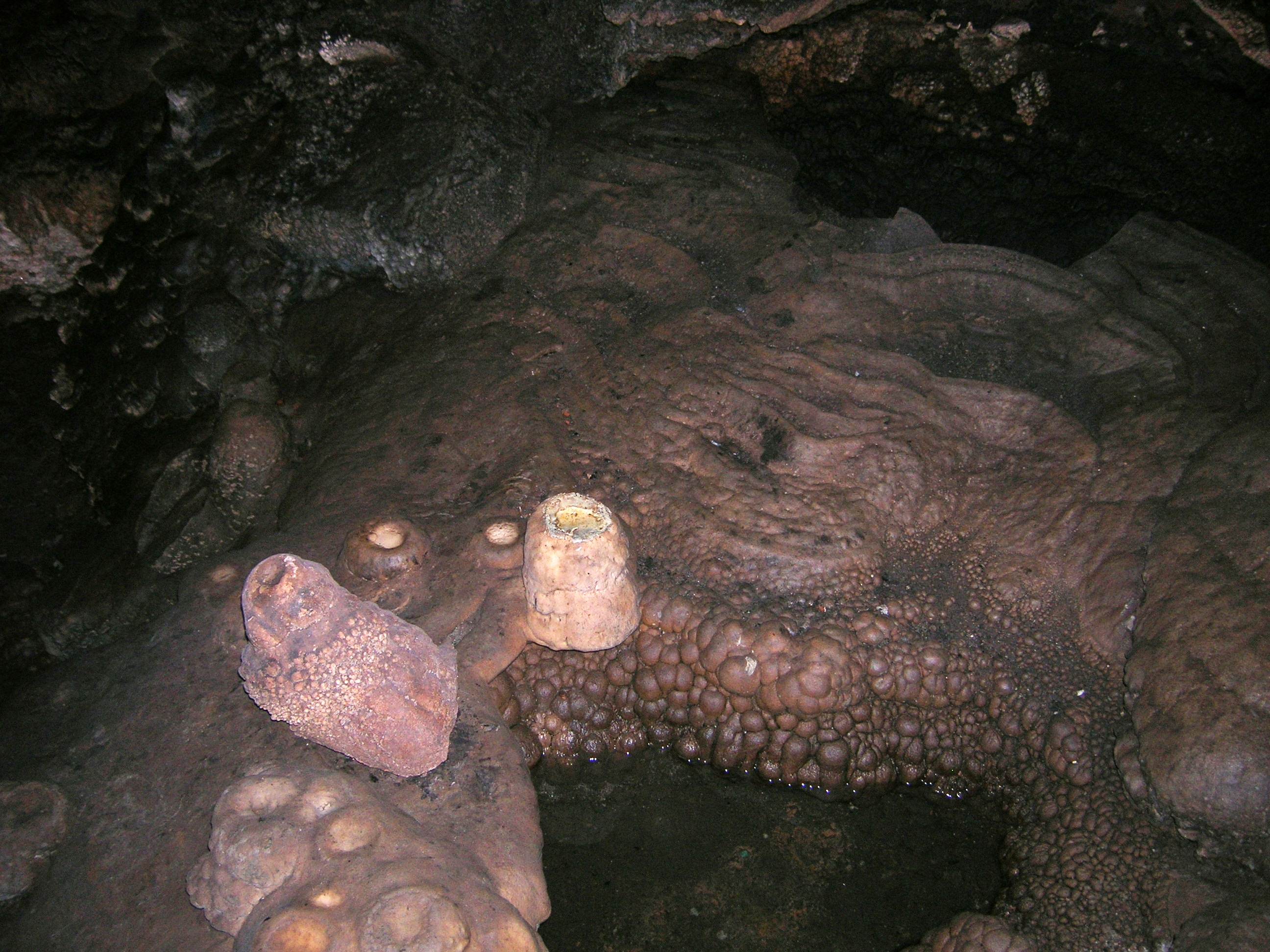
Agrupamiento de botroides de calcita en una cueva de Alemania, en el cuadrante inferior derecho de la fotografía. También se aprecian gours, estalagmitas y coraloides.

Un botroide o formación botroidal es un espeleotema, variedad de coraloide que crece en el medio aéreo o el acuático y que tiene forma de racimo de uvas. Es una forma secundaria kástica.
Recibe su nombre del hábito mineral o textura denominado botroidal.